# خواص مکانیکی مواد
خواص مکانیکی شامل سختی، استحکام، مدول الاستیسیته و چقرمگی شکست، رفتار خستگی و خزشی خواصی هستند که تعیین کنندهٔ رفتار مواد در برابر نیروهای وارده هستند.
این خواص پیش از آنکه یک قطعه مورد استفاده قرار گیرد، بایستی به‌طور کامل بررسی شوند. چنانچه قطعه مورد نظر در جایی بکار رود که تحت تنش‌های مکانیکی باشد، به ترتیب در تنش‌های دورهای و در درجه حرارت‌های بالا در دو مورد اخیر، مورد بررسی قرار می‌گیرند. پس از بررسی خواص مکانیکی قطعه از طریق انجام آزمایش‌های مربوطه و بدست‌آمدن نتایج، مناسب بودن قطعه برای کاربرد مورد نظر مشخص می‌گردد. چنانچه خواص مکانیکی قطعه‌ای با شکل و ترکیب مشخص مطابق با مقادیر مطلوب نباشد، به کمک تغییر در ترکیب ماده و به روشهای مختلفی مانند مکانیزم‌های استحکام‌دهی می‌توان به مقدار مطلوب دست پیدا نمود.
سختی:
هرچه مقاومت ماده در برابر خراش و نفوذ اجسام دیگر بیشتر باشد، آن ماده سخت‌تر خواهد بود.